# Teskánd
Teskánd è un comune dell'Ungheria di 991 abitanti (dati 2001). È situato nella contea di Zala.